# Listă de jocuri video de rol din 2014–2015
Acesta este un index cuprinzător al jocurilor video de rol comerciale, sortate cronologic după anul apariției. Informațiile referitoare la data lansării, dezvoltatorul, editura, sistemul de operare, subgenul și notabilitatea sunt furnizate acolo unde sunt disponibile. Tabelul poate fi sortat făcând clic pe casetele mici de lângă titlurile coloanelor. Această listă nu include MUD-uri sau MMORPG-uri. Include jocuri roguelike, de acțiune și tactice (timp real).

Aceasta este o listă de jocuri video de rol din 2014 – 2015.

## Legenda
| Platforme de jocuri video |
| ------------------------- |

| 3DS    | Nintendo 3DS                   |
| Arcade | Arcade game                    |
| CROSS  | Cross-platform                 |
| DC     | Dreamcast                      |
| DROI   | Platforma nu este recunoscută. |
| DS     | Nintendo DS                    |
| GBA    | Game Boy Advance               |
| GBC    | Game Boy Color                 |
| GCN    | Nintendo GameCube              |
| iOS    | iOS                            |
| LIN    | Linux                          |

| MOBI | Mobile phone                   |
| N64  | Nintendo 64                    |
| NX   | Platforma nu este recunoscută. |
| OSX  | Mac OS X                       |
| PS1  | PlayStation / PSone            |
| PS2  | PlayStation 2                  |
| PS3  | PlayStation 3                  |
| PS4  | Platforma nu este recunoscută. |
| PSN  | PlayStation Network            |
| PSP  | PlayStation Portable           |
| PSV  | Platforma nu este recunoscută. |

| OSX  | Mac OS X                       |
| SAT  | Sega Saturn                    |
| SCD  | Sega Mega-CD                   |
| SNES | Super NES / Super Famicom      |
| VC   | Virtual Console (Wii)          |
| Wii  | Wii                            |
| WiiU | Wii U                          |
| WIN  | Microsoft Windows              |
| X360 | Xbox 360                       |
| XBOX | Xbox                           |
| XOne | Platforma nu este recunoscută. |

| 3DS    | Nintendo 3DS                   |
| Arcade | Arcade game                    |
| CROSS  | Cross-platform                 |
| DC     | Dreamcast                      |
| DROI   | Platforma nu este recunoscută. |
| DS     | Nintendo DS                    |
| GBA    | Game Boy Advance               |
| GBC    | Game Boy Color                 |
| GCN    | Nintendo GameCube              |
| iOS    | iOS                            |
| LIN    | Linux                          |

| MOBI | Mobile phone                   |
| N64  | Nintendo 64                    |
| NX   | Platforma nu este recunoscută. |
| OSX  | Mac OS X                       |
| PS1  | PlayStation / PSone            |
| PS2  | PlayStation 2                  |
| PS3  | PlayStation 3                  |
| PS4  | Platforma nu este recunoscută. |
| PSN  | PlayStation Network            |
| PSP  | PlayStation Portable           |
| PSV  | Platforma nu este recunoscută. |

| OSX  | Mac OS X                       |
| SAT  | Sega Saturn                    |
| SCD  | Sega Mega-CD                   |
| SNES | Super NES / Super Famicom      |
| VC   | Virtual Console (Wii)          |
| Wii  | Wii                            |
| WiiU | Wii U                          |
| WIN  | Microsoft Windows              |
| X360 | Xbox 360                       |
| XBOX | Xbox                           |
| XOne | Platforma nu este recunoscută. |

| Tipuri de lansări |
| ----------------- |

| Rerel  | Jocul a fost relansat pe aceeași platformă cu modificări minore sau fără modificări.                                                                                     |
| Port   | Jocul a apărut pentru prima dată pe o altă platformă. Este la fel ca originalul, cu puține sau deloc diferențe.                                                          |
| Remake | Jocul este un remake îmbunătățit al celui original, lansat pe aceeași platformă sau pe o platformă diferită, cu modificări ale graficii, sunetului și/sau gameplay-ului. |
| Compl  | O compilație, antologie sau colecție de mai multe titluri, de obicei (dar nu întotdeauna) aparținând aceleiași serii.                                                    |
| Limit  | O lansare specială (numită adesea Limited sau Collector’s Edition) cu material bonus de colecție. Adesea este furnizată persoanelor care pre-comandă un joc.             |

| Rerel  | Jocul a fost relansat pe aceeași platformă cu modificări minore sau fără modificări.                                                                                     |
| Port   | Jocul a apărut pentru prima dată pe o altă platformă. Este la fel ca originalul, cu puține sau deloc diferențe.                                                          |
| Remake | Jocul este un remake îmbunătățit al celui original, lansat pe aceeași platformă sau pe o platformă diferită, cu modificări ale graficii, sunetului și/sau gameplay-ului. |
| Compl  | O compilație, antologie sau colecție de mai multe titluri, de obicei (dar nu întotdeauna) aparținând aceleiași serii.                                                    |
| Limit  | O lansare specială (numită adesea Limited sau Collector’s Edition) cu material bonus de colecție. Adesea este furnizată persoanelor care pre-comandă un joc.             |

| Note despre genuri |
| ------------------ |

| Action RPG   | Joc video de rol de acțiune.              |
| Tactical RPG | Joc video de rol tactic.                  |
| Roguelike    | Roguelike.                                |
| MMORPG       | Joc de rol cu multiplayer online în masă. |
| MUD          | MUD.                                      |

| FPS/RPG | Shooter first-person / Joc video de rol hibrid (Joc video de rol shooter).                            |
| RTS/RPG | Joc de strategie în timp real / Joc video de rol hibrid (Joc video de rol de strategie în timp real). |
| WRPG    | Joc de rol în stil western.                                                                           |
| JRPG    | Joc de rol în stil japonez.                                                                           |
| Eroge   | Joc japonez cu conținut erotic.                                                                       |

| Action RPG   | Joc video de rol de acțiune.              |
| Tactical RPG | Joc video de rol tactic.                  |
| Roguelike    | Roguelike.                                |
| MMORPG       | Joc de rol cu multiplayer online în masă. |
| MUD          | MUD.                                      |

| FPS/RPG | Shooter first-person / Joc video de rol hibrid (Joc video de rol shooter).                            |
| RTS/RPG | Joc de strategie în timp real / Joc video de rol hibrid (Joc video de rol de strategie în timp real). |
| WRPG    | Joc de rol în stil western.                                                                           |
| JRPG    | Joc de rol în stil japonez.                                                                           |
| Eroge   | Joc japonez cu conținut erotic.                                                                       |

## Lista
| An   | Titlu | Dezvoltator                                      | Editură                                 | Setări                    | Platformă                                 | Subgen                                                                  | Serie/Note                                              | Țara de origine |
| ---- | --- | ------------------------------------------------ | --------------------------------------- | ------------------------- | ----------------------------------------- | ----------------------------------------------------------------------- | ------------------------------------------------------- | --------------- |
| 2014 | Abyss Odyssey (EN) | ACE Team                                         | Atlus                                   |                           | WIN                                       | Roguelike                                                               |                                                         |                 |
| 2014 | Angry Birds Epic (EN) | Chimera Entertainment                            | Rovio Entertainment                     |                           | DROI, iOS                                 |                                                                         | Angry Birds                                             |                 |
| 2014 | Assassin's Creed Identity (EN) アサシン クリード アイデンティティ (JA)                                                                  | Ubisoft Blue Byte                                | Ubisoft                                 |                           | DROI, iOS                                 | Action RPG                                                              |                                                         |                 |
| 2014 | Atelier Shallie: Alchemists of the Dusk Sea (EN) シャリーのアトリエ 〜黄昏の海の錬金術士〜 (JA)                                         | Gust Co. Ltd.                                    |                                         |                           | PS3                                       |                                                                         | Atelier                                                 |                 |
| 2014 | Battleheart Legacy (EN) |                                                  |                                         |                           | iOS                                       |                                                                         |                                                         |                 |
| 2014 | Bound by Flame (EN) | Spiders                                          | Focus Home Interactive                  |                           | WIN, PS3, X360, PS4                       | Action RPG                                                              |                                                         |                 |
| 2014 | Chaos Reborn (EN) | Snapshot Games                                   | Snapshot Games                          |                           | LIN, WIN                                  | Tactical RPG                                                            |                                                         |                 |
| 2014 | Chō Megami Shinkō Noire: Gekishin Black Heart (EN) 超女神信仰 ノワール 激神ブラックハート (JA)                                          | Sting Entertainment                              | Compile Heart                           |                           | PSV                                       | Tactical RPG                                                            | Hyperdimension Neptunia                                 |                 |
| 2014 | Costume Quest 2 (EN) | Double Fine Productions                          | Majesco Entertainment                   |                           | WIN, iOS, PS4, XOne                       | Action RPG, Action                                                      |                                                         |                 |
| 2014 | Crawl (EN) | Powerhoof                                        | Powerhoof                               |                           | LIN, WIN, MAC, PS4, XOne                  | Roguelike, Beat 'em up                                                  |                                                         | AU              |
| 2014 | Dark Souls II (EN) | FromSoftware                                     | Bandai Namco Entertainment              |                           | WIN, PS3, X360, PS4, XOne                 | Action RPG, Open world                                                  | Souls                                                   |                 |
| 2014 | Dead State (EN) | DoubleBear Productions, Iron Tower Studios       | DoubleBear Productions                  |                           | WIN                                       |                                                                         |                                                         | SUA             |
| 2014 | Destiny (EN) | Bungie                                           | Activision Publishing, Inc.             |                           | PS3, X360, PS4, XOne                      | Action RPG, FPS                                                         |                                                         |                 |
| 2014 | Diablo III: Reaper of Souls (EN) | Blizzard Entertainment                           | Blizzard Entertainment                  |                           | WIN, PS3, X360, PS4, XOne                 | Action RPG                                                              | Diablo                                                  |                 |
| 2014 | Divinity: Original Sin (EN) ディヴィニティ:オリジナル・シン エンハンスド・エディション (JA)                                             | Larian Studios                                   | Larian Studios                          |                           | LIN, WIN                                  | Open world                                                              |                                                         |                 |
| 2014 | Dragon Age: Inquisition (EN) | BioWare                                          | Electronic Arts                         |                           | WIN, PS3, X360, PS4, XOne                 | Open world                                                              | Dragon Age                                              |                 |
| 2014 | Dungeon of the Endless (EN) | Amplitude Studios                                |                                         |                           | WIN, iOS                                  | Roguelike                                                               |                                                         |                 |
| 2014 | Final Fantasy Agito (EN) ファイナルファンタジー アギト (JA)                                                                             | Square Enix                                      | Square Enix                             |                           | DROI, iOS                                 |                                                                         | Fabula Nova Crystallis Final Fantasy                    |                 |
| 2014 | Final Fantasy Explorers (EN) ファイナルファンタジー エクスプローラーズ (JA)                                                             | Racjin                                           |                                         |                           |                                           | Action RPG                                                              |                                                         |                 |
| 2014 | Final Fantasy Record Keeper (EN) ファイナルファンタジーレコードキーパー (JA)                                                            | DeNA                                             | Square Enix                             |                           | DROI, iOS                                 |                                                                         | Final Fantasy                                           |                 |
| 2014 | Forbidden Magna (EN) 禁忌のマグナ (JA)                                                                                                  | Marvelous                                        |                                         |                           |                                           |                                                                         |                                                         |                 |
| 2014 | Freedom Wars (EN) FREEDOM WARS フリーダムウォーズ (JA)                                                                                  | SIE Japan Studio                                 | Sony Interactive Entertainment          |                           | PSV                                       | Action RPG                                                              |                                                         |                 |
| 2014 | Hyper Light Drifter (EN) |                                                  |                                         |                           | LIN, WIN, MAC, Ouya, PS4, XOne            | Action RPG                                                              |                                                         |                 |
| 2014 | Hyperdimension Neptunia U (EN) 超次元アクション ネプテューヌU (JA)                                                                      | Idea Factory, Compile Heart, Tamsoft             | Compile Heart                           |                           | WIN                                       | Action RPG                                                              |                                                         |                 |
| 2014 | Hyperdimension Neptunia: Re;birth 2 SISTER'S GENERATION (EN) 超次次元ゲイム ネプテューヌ Re;Birth2 SISTERS GENERATION (JA)              | Compile Heart, Felistella                        | Idea Factory                            |                           | VITA, WIN                                 |                                                                         | Refacere îmbunătățită a Hyperdimension Neptunia mk2     |                 |
| 2014 | Hyperdimension Neptunia: Re;birth 3 V GENERATION (EN) 神次次元ゲイム ネプテューヌRe;Birth3 V CENTURY (JA)                               | Compile Heart, Felistella                        | Idea Factory                            |                           | VITA, WIN                                 |                                                                         | Refacere îmbunătățită a Hyperdimension Neptunia Victory |                 |
| 2014 | Icewind Dale: Enhanced Edition (EN) | Beamdog                                          | Atari                                   |                           | DROI, WIN, iOS                            |                                                                         |                                                         |                 |
| 2014 | King's Bounty: Dark Side (EN) | SoftClub                                         | 1C Company                              |                           | WIN                                       | Tactical RPG                                                            | King's Bounty                                           |                 |
| 2014 | Kingdom Hearts HD 2.5 Remix (EN) キングダム ハーツ HD 2.5 リミックス (JA) Kingudamu Htsu HD 2.5 Rimikkusu (JA)                          | Square Enix                                      | Square Enix                             |                           | PS3, PS4                                  | Action RPG                                                              | Kingdom Hearts                                          | Japonia         |
| 2014 | Legend of Grimrock II | Almost Human                                     | Almost Human                            | Fantezie                  | OSX, WIN                                  |                                                                         | Sequel al Legend of Grimrock.                           | FI              |
| 2014 | Lego The Hobbit (EN) | Traveller's Tales                                | Warner Bros. Interactive Entertainment  |                           | WIN, PS3, X360, WiiU, PSV, 3DS, PS4, XOne | Open world, Action-adventure                                            |                                                         |                 |
| 2014 | Lords of the Fallen (EN) ロード オブ ザ フォールン (JA)                                                                                 | Deck13 Interactive                               | Square Enix                             |                           | WIN, PS4, XOne                            | Action RPG                                                              |                                                         |                 |
| 2014 | Lords of Xulima (EN) | Numantian Games                                  |                                         |                           | WIN                                       |                                                                         |                                                         |                 |
| 2014 | Lost Dimension (EN) ロストディメンション (JA)                                                                                           |                                                  |                                         |                           |                                           | Tactical RPG                                                            |                                                         |                 |
| 2014 | Micromon (EN) |                                                  |                                         |                           | iOS                                       |                                                                         |                                                         |                 |
| 2014 | Middle-earth: Shadow of Mordor (EN) シャドウ・オブ・モルドール (JA)                                                                     | Monolith Productions                             | Warner Bros. Interactive Entertainment  |                           | WIN, PS3, X360, PS4, XOne                 | Action RPG, Open world                                                  |                                                         |                 |
| 2014 | Might & Magic X: Legacy (EN) | Limbic Entertainment                             | Ubisoft                                 |                           | WIN                                       |                                                                         | Might and Magic                                         |                 |
| 2014 | Might and Magic: Heroes Online (EN) | Ubisoft Blue Byte                                | Ubisoft                                 |                           | WIN                                       |                                                                         |                                                         |                 |
| 2014 | Moero Chronicle (EN) 限界凸記 モエロクロニクル (JA)                                                                                     | Compile Heart                                    |                                         |                           | PSV                                       |                                                                         |                                                         |                 |
| 2014 | Mugen Souls Z (EN) 圧倒的遊戯 ムゲンソウルズZ (JA)                                                                                      | Compile Heart                                    | Nippon Ichi Software                    |                           |                                           |                                                                         |                                                         |                 |
| 2014 | Natural Doctrine (EN) NAtURAL DOCtRINE (JA)                                                                                             | Kadokawa Shoten                                  | Kadokawa Shoten                         |                           | PS3, PSV, PS4                             | Tactical RPG                                                            |                                                         |                 |
| 2014 | NEO Scavenger (EN) | Blue Bottle Games                                |                                         | Role-playing game         | LIN, WIN                                  | Survival game, Roguelike                                                |                                                         |                 |
| 2014 | Nyrthos (EN) |                                                  |                                         |                           | DROI, WEB, iOS                            | Action RPG                                                              |                                                         | CZ              |
| 2014 | One Piece Treasure Cruise (EN) ONE PIECE トレジャークルーズ (JA)                                                                        | Bandai Namco Entertainment                       |                                         |                           | DROI, iOS                                 |                                                                         | One Piece                                               | Japonia         |
| 2014 | Operation Abyss: New Tokyo Legacy (EN) 東京新世録 オペレーションアビス (JA) Tōkyō Shin Seiroku Operēshon'Abisu (JA)                     |                                                  | Nippon Ichi Software, 5pb., MAGES. Inc. |                           | WIN, PSV, PS1 TV                          | Dungeon crawl                                                           |                                                         | Japonia         |
| 2014 | RavensDale (EN) | Black Forest Games                               |                                         |                           | WIN                                       |                                                                         |                                                         |                 |
| 2014 | Rise of Mana (EN) 聖剣伝説 RISE of MANA (JA) Seiken Densetsu: Raizu obu Mana (JA)                                                       | Square Enix                                      | Square Enix                             |                           | DROI, iOS, PSV                            | Action RPG                                                              | Mana                                                    | Japonia         |
| 2014 | Risen 3: Titan Lords (EN) | Piranha Bytes                                    | Deep Silver                             |                           | WIN, PS3, X360                            | Action RPG, Open world                                                  |                                                         |                 |
| 2014 | Road Not Taken (EN) | Spry Fox                                         |                                         |                           | WIN                                       | Roguelike                                                               |                                                         |                 |
| 2014 | Sacred 3 (EN) |                                                  | Deep Silver                             |                           | WIN, PS3, X360, PSV                       |                                                                         | Sacred                                                  |                 |
| 2014 | Satellite Reign (EN) | 5 Lives Studios                                  |                                         |                           | WIN                                       | Tactical RPG, Open world                                                |                                                         |                 |
| 2014 | Second Chance Heroes (EN) |                                                  |                                         |                           | WIN, iOS                                  | Action RPG                                                              |                                                         |                 |
| 2014 | Shadows: Heretic Kingdoms (EN) |                                                  |                                         |                           | WIN                                       |                                                                         |                                                         |                 |
| 2014 | Soul Fjord (EN) | Airtight Games                                   |                                         |                           |                                           | Roguelike                                                               |                                                         |                 |
| 2014 | South Park: The Stick of Truth (EN) | Obsidian Entertainment                           | Ubisoft                                 |                           | WIN, PS3, X360                            |                                                                         |                                                         |                 |
| 2014 | StarForge (EN) |                                                  |                                         |                           | WIN                                       | Action RPG, Open world, Action                                          |                                                         | CA              |
| 2014 | Stranger of Sword City (EN) 剣の街の異邦人 (JA)                                                                                         |                                                  |                                         |                           | X360                                      |                                                                         |                                                         |                 |
| 2014 | Super Hero Generation (EN) スーパーヒーロージェネレーション (JA) Sūpā Hīrō Jenerēshon (JA)                                              | Bandai Namco Entertainment                       | Bandai Namco Entertainment              | Superhero fiction, Sci-fi | PS3, PSV                                  | Tactical RPG                                                            | Kamen Rider Series, Gundam, Ultra Series                | Japonia         |
| 2014 | Super Heroine Chronicle (EN) 超ヒロイン戦記 (JA)                                                                                        | Banpresto                                        | Bandai Namco Entertainment              | Fictional crossover       | PS3, PSV                                  | Tactical RPG                                                            |                                                         |                 |
| 2014 | Sword Art Online: Hollow Fragment (EN)                                                                                                  |                                                  | Bandai Namco Entertainment              |                           | PSV, PS4                                  |                                                                         |                                                         |                 |
| 2014 | The Castle Doctrine (EN) | Jason Rohrer                                     | Jason Rohrer                            |                           | LIN, WIN, MAC                             | Art game, Roguelike, Stealth, Strategy, Puzzle video game               |                                                         |                 |
| 2014 | The Keep (video game) (EN) | Cinemax                                          |                                         |                           |                                           |                                                                         |                                                         |                 |
| 2014 | The Legend of Korra: A New Era Begins (EN)                                                                                              | Webfoot Technologies                             | Activision Publishing, Inc.             |                           |                                           | Tactical RPG                                                            |                                                         |                 |
| 2014 | Transistor (EN) | Supergiant Games                                 | Supergiant Games                        |                           | LIN, WIN, MAC, iOS, PS4                   | Action RPG                                                              |                                                         |                 |
| 2014 | Unrest (EN) |                                                  |                                         |                           | WIN                                       |                                                                         |                                                         |                 |
| 2014 | Wasteland 2 (EN) | inXile entertainment                             | Deep Silver, inXile entertainment       | Post-apocalyptic fiction  | LIN, WIN, MAC, PS4, XOne                  |                                                                         | Crowdfunded sequel to Wasteland.                        | SUA             |
| 2014 | World of Warriors (EN) | Mind Candy                                       |                                         |                           | DROI, iOS                                 |                                                                         |                                                         |                 |
| 2015 | Apotheon (EN) | Alientrap                                        | Alientrap                               |                           | WIN, PS4                                  | Action RPG, Platform game                                               |                                                         |                 |
| 2015 | Armello (EN) | League of Geeks                                  | League of Geeks                         |                           | DROI, WIN, MAC, iOS, GNU/LIN, PS4         |                                                                         |                                                         | AU              |
| 2015 | Atelier Sophie: The Alchemist of the Mysterious Book (EN) ソフィーのアトリエ 〜不思議な本の錬金術士〜 (JA)                              | Gust Co. Ltd.                                    | Koei Tecmo Holdings                     |                           | WIN, PS3, PSV, PS4                        |                                                                         | Atelier                                                 | Japonia         |
| 2015 | Avernum 2: Crystal Souls (EN) | Spiderweb Software                               |                                         |                           | WIN, MAC, iOS                             |                                                                         |                                                         |                 |
| 2015 | Bloodborne (EN) | FromSoftware                                     | SIE Japan Studio                        |                           | PS4                                       | Action RPG                                                              |                                                         |                 |
| 2015 | Bravely Second: End Layer (EN) ブレイブリーセカンド (JA) Bureiburī Sekando: Endo Reiyā (JA)                                             | Silicon Studio, Square Enix                      | Square Enix                             |                           | 3DS                                       |                                                                         |                                                         | Japonia         |
| 2015 | Chroma Squad (EN) | Behold Studios                                   | Behold Studios                          |                           | WIN                                       | Tactical RPG                                                            |                                                         |                 |
| 2015 | Citizens of Earth (EN) |                                                  | Atlus                                   |                           | WIN                                       |                                                                         |                                                         |                 |
| 2015 | Cross of the Dutchman (EN) | Triangle Studios                                 |                                         |                           | WIN, PS3, X360                            |                                                                         |                                                         |                 |
| 2015 | Deathtrap (EN) | NeocoreGames                                     |                                         |                           | WIN, XOne                                 | Action RPG, Tower defense                                               |                                                         |                 |
| 2015 | Deception IV: Another Princess (EN) 影牢 ～もう1人のプリンセス～ (JA)                                                                   | Koei Tecmo Holdings                              | Koei Tecmo Holdings                     |                           | PS3, PSV, PS4                             | Tactical RPG, Action                                                    | Deception                                               |                 |
| 2015 | Dex (EN) | Dreadlocks Ltd                                   |                                         |                           | LIN, WIN, PSV, Ouya                       | Action RPG, Open world                                                  |                                                         |                 |
| 2015 | Digimon Story: Cyber Sleuth (EN) デジモンストーリー サイバースルゥース (JA)                                                             | Media.Vision                                     | Bandai Namco Entertainment              |                           |                                           |                                                                         |                                                         |                 |
| 2015 | Disgaea 5: Alliance of Vengeance (EN) 魔界戦記ディスガイア5 (JA)                                                                        | Nippon Ichi Software                             | Nippon Ichi Software                    |                           | PS4                                       | Tactical RPG                                                            | Disgaea                                                 |                 |
| 2015 | Dissidia Final Fantasy NT (EN) ディシディア ファイナルファンタジー (JA)                                                                 | Team Ninja                                       | Square Enix, Taito Corporation          | Fictional crossover       | Arcade, PS4                               | Action RPG, Fighting game                                               | Final Fantasy                                           |                 |
| 2015 | Downwell (EN) |                                                  | Devolver Digital                        |                           | DROI, WIN, iOS                            | Shooter game, Roguelike, Platform game, Vertically scrolling video game |                                                         | Japonia         |
| 2015 | Dragon Fin Soup (EN) |                                                  |                                         |                           | LIN, WIN, PS3, MAC, PSV, PS4              | Roguelike                                                               |                                                         |                 |
| 2015 | Dragon Quest Heroes: Yamiryuu to Sekaiju no Shiro (EN) ドラゴンクエストヒーローズ 闇竜と世界樹の城 (JA)                                 | Koei Tecmo Holdings                              | Square Enix                             |                           | WIN, PS3, PS4                             | Action RPG, Hack and slash                                              | Dragon Quest                                            |                 |
| 2015 | Dungeon Hunter 5 (EN) |                                                  | Gameloft                                |                           | DROI, iOS                                 | Action RPG                                                              |                                                         |                 |
| 2015 | Etrian Mystery Dungeon (EN) 世界樹と不思議のダンジョン (JA) Sekaiju to Fushigi no Danjon (JA)                                           | Atlus, Spike Chunsoft                            | Atlus, Nippon Ichi Software             |                           | 3DS                                       |                                                                         | Mystery Dungeon, Etrian Odyssey                         | Japonia         |
| 2015 | Fallout 4 (EN) | Bethesda Game Studios                            | Bethesda Softworks                      |                           | WIN, PS4, XOne                            | Action RPG, Open world                                                  | Fallout                                                 |                 |
| 2015 | Fat Princess Adventures (EN) | Fun Bits Interactive                             | Sony Interactive Entertainment          |                           | PS4                                       | Action RPG                                                              |                                                         | SUA             |
| 2015 | Final Fantasy Type-0 HD (EN) ファイナルファンタジー 零式 HD (JA)                                                                        | Square Enix, HexaDrive                           | Square Enix                             |                           | WIN, PS4, XOne                            | Action RPG                                                              | Fabula Nova Crystallis Final Fantasy                    |                 |
| 2015 | Fossil Fighters: Frontier (EN) カセキホリダー ムゲンギア (JA)                                                                           | Spike Chunsoft                                   | Nintendo                                |                           |                                           |                                                                         |                                                         |                 |
| 2015 | Fushigi no Chronicle: Furikaerimasen Katsu Madewa (EN) 片道勇者 (JA) Fushigi no Chronicle: Furikaerimasen Katsu Madewa (JA)             | Spike Chunsoft                                   | Spike Chunsoft                          |                           | PSV, PS4                                  |                                                                         | Mystery Dungeon                                         | Japonia         |
| 2015 | Grand Kingdom (EN) グランキングダム (JA) Guran Kingudamu (JA)                                                                           |                                                  | Nippon Ichi Software, Spike Chunsoft    |                           | PSV, PS4                                  | Tactical RPG                                                            |                                                         | Japonia         |
| 2015 | Guild of Dungeoneering (EN) | Gambrinous                                       | Versus Evil                             |                           | WIN                                       |                                                                         |                                                         |                 |
| 2015 | Hand of Fate (EN) |                                                  |                                         |                           | LIN, WIN, MAC, PS4, XOne                  | Action RPG                                                              |                                                         | AU              |
| 2015 | Kult: Heretic Kingdoms (EN) |                                                  |                                         |                           | WIN                                       |                                                                         |                                                         |                 |
| 2015 | Langrisser Re:Incarnation Tensei (EN) ラングリッサー リインカーネーション -転生- (JA)                                                   | Masaya                                           | Aksys Games                             |                           | 3DS                                       | Tactical RPG                                                            | Langrisser                                              | Japonia         |
| 2015 | Legends of Eisenwald (EN) | Aterdux Entertainment                            |                                         |                           | WIN                                       |                                                                         |                                                         |                 |
| 2015 | Luminous Arc Infinity (EN) ルミナスアーク インフィニティ (JA) Ruminasu Āku Infiniti (JA)                                                | Felistella                                       | Marvelous                               |                           | PSV                                       | Tactical RPG                                                            |                                                         | Japonia         |
| 2015 | Mario & Luigi: Paper Jam (EN) マリオ&ルイージRPG ペーパーマリオMIX (JA)                                                                 | AlphaDream Corporation                           | Nintendo                                | Fictional crossover       |                                           |                                                                         |                                                         |                 |
| 2015 | Megadimension Neptunia VII (EN) 新次元ゲイム ネプテューヌVII（ビクトリィーツー (JA)                                                     | Compile Heart                                    | Idea Factory                            |                           | PS4, WIN                                  |                                                                         | Hyperdimension Neptunia                                 |                 |
| 2015 | MegaTagmension Blanc + Neptune vs Zombies (EN) 激次元タッグ ブラン＋ネプテューヌVSゾンビ軍団 (JA)                                       | Compile Heart, Tamsoft                           | Idea Factory                            |                           | VITA, WIN                                 | Action RPG                                                              | Hyperdimension Neptunia                                 |                 |
| 2015 | Metal Max: Fireworks (EN) メタルマックス ファイアーワークス (JA) Metaru Makkusu Faiāwākusu (JA)                                         | Kadokawa Shoten, Crea-Tech                       | Kadokawa Shoten                         |                           | DROI, iOS                                 |                                                                         |                                                         | Japonia         |
| 2015 | Metal Saga: The Ark of Wastes (EN) メタルサーガ 〜荒野の方舟〜 (JA) Metaru Sāga ~ Kōya no Hakobune ~ (JA)                               | Success                                          | Success                                 |                           | DROI, iOS                                 |                                                                         | Metal Max                                               | Japonia         |
| 2015 | Mevius Final Fantasy (EN) メビウス ファイナルファンタジー (JA)                                                                          | Square Enix                                      | Square Enix                             |                           | DROI, iOS                                 |                                                                         | Final Fantasy                                           |                 |
| 2015 | Monster Hunter Generations (EN) モンスターハンタークロス (JA) Monsutā Hantā Kurosu (JA)                                                 | Capcom                                           | Capcom                                  |                           | 3DS                                       | Action RPG                                                              | Monster Hunter                                          | Japonia         |
| 2015 | Mordheim: City of the Damned (EN) | Rogue Factor                                     | Focus Home Interactive                  |                           | WIN                                       | Tactical RPG                                                            |                                                         |                 |
| 2015 | Overlord: Fellowship of Evil (EN) | Codemasters                                      | Codemasters                             |                           | WIN                                       | Action RPG                                                              |                                                         |                 |
| 2015 | Overture (EN) | Black Shell Games                                |                                         |                           | WIN                                       | Roguelike                                                               |                                                         | SUA             |
| 2015 | Pillars of Eternity (EN) | Obsidian Entertainment                           | Paradox Interactive                     |                           | LIN, WIN, MAC                             |                                                                         |                                                         |                 |
| 2015 | Pokémon Rumble World (EN) みんなのポケモンスクランブル (JA)                                                                             | Ambrella                                         | The Pokémon Company                     |                           |                                           | Action RPG                                                              |                                                         |                 |
| 2015 | Pokémon Super Mystery Dungeon (EN) ポケモン超不思議のダンジョン (JA)                                                                    | The Pokémon Company, Spike Chunsoft              | The Pokémon Company                     |                           |                                           | Roguelike                                                               | Pokémon Mystery Dungeon series                          |                 |
| 2015 | Prodigy (EN) |                                                  |                                         |                           | WIN                                       | Tactical RPG                                                            |                                                         |                 |
| 2015 | Project X Zone 2 (EN) PROJECT X ZONE 2:BRAVE NEW WORLD (JA) Purojekuto Kurosu Zōn 2: Bureibu Nyū Wārudo (JA)                            | Monolith Soft, Banpresto                         | Bandai Namco Entertainment              | Fictional crossover       | 3DS                                       | Tactical RPG                                                            | Project X Zone                                          | Japonia         |
| 2015 | Runestone Keeper | Blackfire Games                                  | Blackfire Games                         |                           | WIN, OSX, iOS, DROI                       | Roguelike                                                               |                                                         |                 |
| 2015 | Shadowrun: Hong Kong (EN) | Harebrained Schemes                              |                                         |                           | WIN                                       | Tactical RPG                                                            |                                                         |                 |
| 2015 | Shin Megami Tensei: Devil Survivor 2 Record Breaker (EN) デビルサバイバー2 ブレイクレコード (JA) Debiru Sabaibā Tsū Bureiku Rekōdo (JA) |                                                  | Nintendo, Nippon Ichi Software          |                           | 3DS                                       | Tactical RPG                                                            | Megami Tensei                                           | Japonia         |
| 2015 | Star Wars: Galaxy of Heroes (EN) |                                                  | Electronic Arts                         |                           | DROI, iOS                                 |                                                                         |                                                         |                 |
| 2015 | Star Wars: Uprising (EN) | Kabam                                            | Disney Interactive Studios              |                           | DROI, iOS                                 | Action RPG                                                              |                                                         |                 |
| 2015 | Stella Glow (EN) | Imageepoch                                       |                                         | 3DS                       |                                           | Tactical RPG                                                            |                                                         |                 |
| 2015 | Steven Universe: Attack the Light! (EN)                                                                                                 | Grumpyface Studios                               | Cartoon Network                         |                           | DROI, iOS, NSW                            | Tactical RPG                                                            |                                                         | SUA             |
| 2015 | Sunless Sea (EN) | Failbetter Games                                 | Failbetter Games                        |                           | LIN, WIN, MAC                             | Roguelike                                                               |                                                         |                 |
| 2015 | Superdimension Neptune VS Sega Hard Girls (EN) 超次元大戦 ネプテューヌVSセガハードガールズ 夢の合体スペシャル (JA)                      | Compile Heart, Felistella                        | Idea Factory                            |                           | VITA, WIN                                 |                                                                         | Hyperdimension Neptunia                                 |                 |
| 2015 | Sword Art Online: Lost Song (EN) ソードアート・オンライン －ロスト・ソング－ (JA) Sōdo Āto Onrain -Rosuto Songu- (JA)                   | Artdink                                          | Bandai Namco Entertainment              |                           | PS3, PSV, PS4                             | Action RPG                                                              | Sword Art Online                                        | Japonia         |
| 2015 | Sword Coast Legends (EN) | n-Space, Digital Extremes                        |                                         |                           | WIN                                       |                                                                         |                                                         |                 |
| 2015 | Tales of Zestiria (EN) テイルズ オブ ゼスティリア (JA)                                                                                  | Bandai Namco Entertainment, Bandai Namco Studios | Bandai Namco Entertainment              |                           | WIN, PS3                                  | Open world                                                              | Tales                                                   | Japonia         |
| 2015 | The Age of Decadence (EN) | Iron Tower Studios                               |                                         |                           | LIN, WIN                                  |                                                                         |                                                         |                 |
| 2015 | The Curious Expedition (EN) | Maschinen-Mensch                                 | Maschinen-Mensch                        |                           | LIN, WIN, MAC                             | Indie game, Roguelike, Adventure                                        |                                                         |                 |
| 2015 | The Legend of Legacy (EN) レジェンド オブ レガシー (JA)                                                                                 | Grezzo                                           | Atlus                                   | Medieval fantasy          | 3DS                                       |                                                                         |                                                         |                 |
| 2015 | The Legend of Sword and Fairy 6 (EN) | Softstar                                         | Changyou, Softstar                      |                           | WIN                                       |                                                                         |                                                         | TW              |
| 2015 | The Walking Dead: Road to Survival (EN)                                                                                                 |                                                  |                                         |                           | DROI, iOS                                 |                                                                         |                                                         |                 |
| 2015 | The Witcher 3: Wild Hunt (EN) ウィッチャー3 ワイルドハント (JA)                                                                         | CD Projekt Red                                   | CD Projekt Red                          |                           | WIN, PS4, XOne                            | Action RPG, Open world                                                  | The Witcher                                             | PL              |
| 2015 | Tokyo Mirage Sessions ♯FE (EN) 幻影異聞録♯FE (JA)                                                                                       | Atlus                                            | Nintendo                                | Fictional crossover       | WiiU                                      |                                                                         |                                                         |                 |
| 2015 | Tokyo Xanadu (EN) 東亰ザナドゥ (JA) | Nihon Falcom                                     | Nihon Falcom                            |                           | PSV                                       |                                                                         |                                                         |                 |
| 2015 | Trine 3: The Artifacts of Power (EN) | Frozenbyte                                       | Frozenbyte                              |                           | WIN                                       | Platform game, Puzzle video game                                        | Trine                                                   |                 |
| 2015 | Ultima Ratio Regum (EN) |                                                  |                                         |                           | WIN                                       | Roguelike                                                               |                                                         |                 |
| 2015 | Underrail | Stygian                                          | Stygian                                 | Sci-fi, Post-apocalyptic  | WIN                                       |                                                                         |                                                         |                 |
| 2015 | Undertale (EN) | Toby Fox                                         |                                         |                           | LIN, WIN, MAC, PS4                        |                                                                         |                                                         |                 |
| 2015 | Victor Vran (EN) | Haemimont Games                                  |                                         | Fantezie                  | LIN, WIN, MAC, PS4, XOne                  | Action RPG                                                              |                                                         | BG              |
| 2015 | Wakfu Raiders (EN) |                                                  | Ankama                                  |                           | DROI, iOS                                 | Tactical RPG                                                            |                                                         | FR              |
| 2015 | Xenoblade Chronicles X (EN) ゼノブレイドクロス (JA)                                                                                     | Monolith Soft                                    | Nintendo                                |                           | WiiU                                      | Action RPG, Open world                                                  | Xenoblade (series)                                      | Japonia         |
| 2015 | Zodiac: Orcanon Odyssey (EN) |                                                  |                                         |                           | iOS                                       | Tactical RPG                                                            |                                                         |                 |